# Doradille du nord
Asplenium septentrionale
Espèce
La Doradille du nord (Asplenium septentrionale) est une fougère de la famille des Aspleniaceae.

## Description morphologique
C'est une petite fougère qui se présente en touffes très serrées, avec des frondes très particulières en forme de lanières une ou deux fois bifurquées. Les sores sont à la face inférieure des frondes. Les frondes de l'année précédente persistent sous forme de lanières desséchées.

## Dénomination régionale
Asplenium septentrionale possède divers noms vernaculaires en fonction des synonymes utilisés: Doradille septentrionale, Asplénie septentrionale, Asplénium septentrional, Asplénie du Nord ou encore Doradille nordique.

## Reproduction
La sporulation a lieu en été.

## Répartition géographique
C'est une plante héliophile des falaises et rochers siliceux. Elle est plus fréquente en montagne, mais peut se rencontrer à basse altitude dans des sites rocailleux. Elle délaisse les sols calcaires, mais on peut alors la rencontrer sur des blocs erratiques granitiques.
En France, elle bénéficie d'une protection départementale ou régionale dans plusieurs départements.

## Usages
Selon l'ethnobotaniste François Couplan, les frondes d’ Asplenium septentrionale sont l'un des ingrédients du ratafia de Catalogne (une liqueur à base de noix verte).

## Liste des sous-espèces
Selon NCBI (14 déc. 2018) :
- sous-espèce Asplenium septentrionale subsp. caucasicum